# Società a 2000 Watt
La Società a 2000 Watt è un modello politico-energetico, che è stato sviluppato nell'ambito del programma Novatlantis presso il Politecnico Federale di Zurigo (ETHZ). Secondo questa visione, il fabbisogno energetico di ogni abitante, dovrebbe avere una potenza media di 2000 watt a livello di energia primaria.

## Modello
Il modello della Società a 2000 Watt è nato nei primi anni '90 in seno al Politecnico Federale di Zurigo. In considerazione dei sempre più crescenti segnali del cambiamento climatico, è sorta la domanda riguardante la pianificazione di un approvvigionamento energetico sostenibile ed equo. Realizzabile raggiungendo un obiettivo di potenza continua pari a 2000 watt per persona a livello di energia primaria.
Nel 1950 ogni individuo necessitava di 2000 watt (2 chilojoule al secondo) di potenza continua, il consumo annuo era quindi pari a 17'520 kWh (chilowattora) per persona.. Guardando più dettagliatamente il modello, questi 2000 joule al secondo, rispettivamente 48 chilowattora al giorno, rispettivamente 17'520 chilowattora all'anno, corrispondono a un consumo di circa 1700 litri di olio combustibile o benzina (energia finale) per persona all'anno.
Ad oggi (2011) il fabbisogno medio di energia a livello mondiale è pari a circa 2500 Watt . Le differenze tra i paesi sono tuttavia enormi: nei paesi in via di sviluppo si utilizza in media alcune centinaia di watt, mentre in quelli industrializzati si registrano valori da sei a sette volte maggiori rispetto all'obiettivo prefissato dalla strategia dei 2000 watt. Il modello di Società a 2000 Watt mira a una distribuzione equa del consumo di energia a livello mondiale.
Il modello di consumo energetico sostenibile mira a ridurre le emissioni annue di gas serra (soprattutto di anidride carbonica). Secondo questo modello, la ripartizione dovrebbe essere di circa 500 watt per abitante da combustibili fossili e 1500 watt da energie rinnovabili. Una Società a 2000 Watt potrebbe essere tecnicamente possibile anche mantenendo l'attuale stile di vita. Più il mix di consumo energetico sarà modificato verso un maggiore utilizzo delle energie rinnovabili, maggiore sarà la sostenibilità ecologica di tale consumo.

## Attuazione
L'obiettivo di una Società a 2000 Watt deve essere raggiunto migliorando l'efficienza energetica, diminuendo il consumo globale di energia, sostituendo le fonti fossili con quelle rinnovabili e basandosi su un moderno stile di vita che integra soluzioni tecniche, concetti di gestione e tecnologie innovativi., Progetti Minergie-P o Casa passiva sono alcuni esempi in linea con l'obiettivo di una Società a 2000 Watt. Un principio fondamentale della Società a 2000 Watt è un consumo di energia adeguato alle reali necessità (sobrietà). Le risorse mondiali sono limitate, per questo il consumo di energia non può continuare ad aumentare. Oltre ad una certa soglia, una maggiore quantità di energia non porta ad un miglioramento della qualità di vita.,

## Critica
La fattibilità della Società a 2000 Watt è messa in discussione da alcuni esperti in riferimento all'energia grigia contenuta nelle merci importate e al cosiddetto effetto rimbalzo. Un'alternativa ipotizzabile potrebbe essere un maggiore consumo energetico rispetto a quello previsto dalla Società a 2000 Watt e una maggiore produzione di energia da fonti rinnovabili. Il rapporto tra efficienza energetica (risparmio energetico) ed energia rinnovabile prodotta (sostenibilità) è tuttavia principalmente determinato dal mercato.

## Svizzera

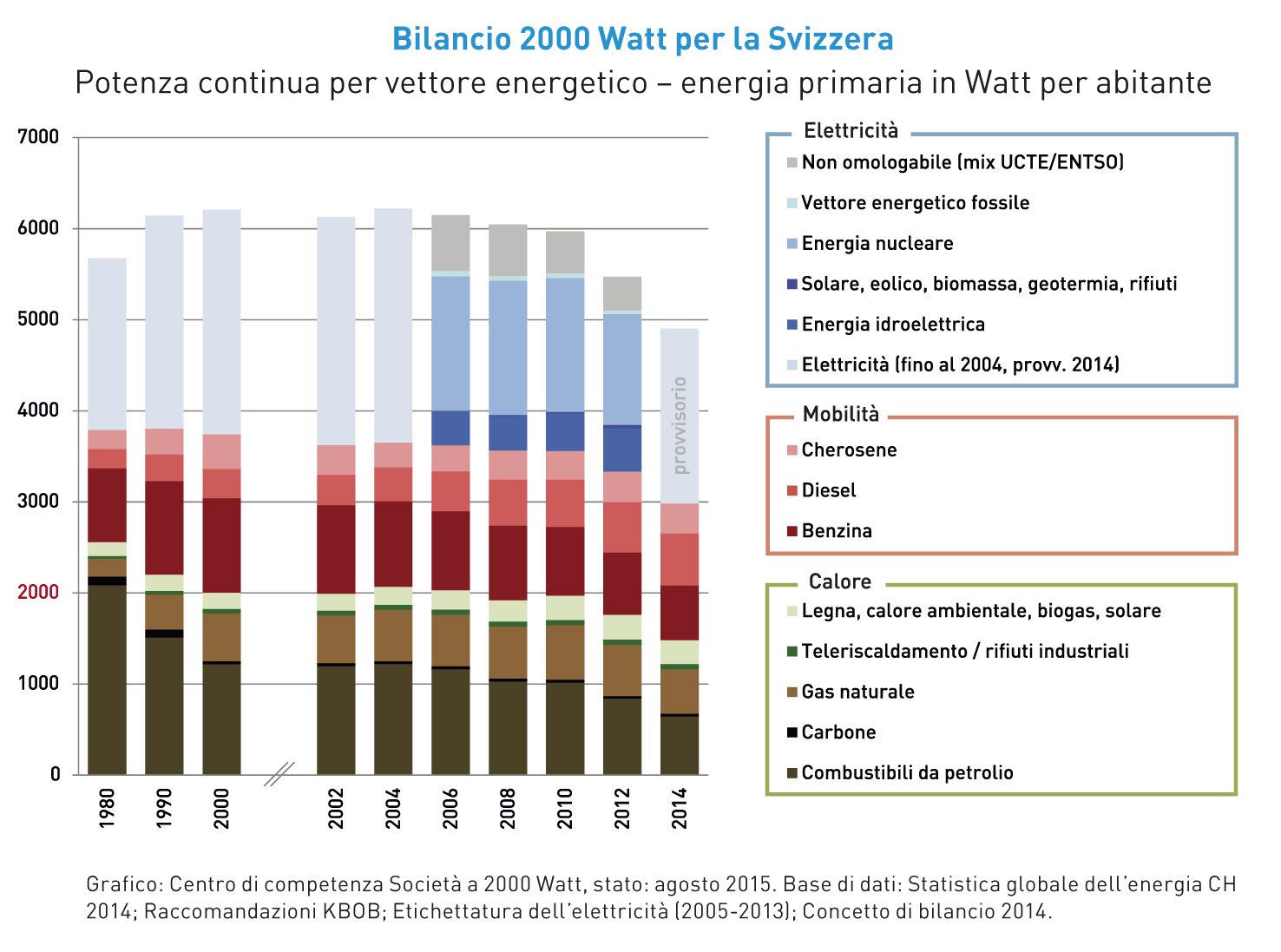
Bilancio 2000 watt della Svizzera (Centro di competenza Società a 2000 Watt)

La Svizzera ha attualmente un valore di potenza continua tra i 5000 e i 6000 watt per abitante, si deve tornare al 1950 per trovare un fabbisogno di 2000 watt. Secondo gli specialisti del Politecnico Federale di Zurigo (ETHZ) è possibile un ritorno, a medio termine, a questo valore senza sacrificare il comfort. Si potrà ottenere questo risultato principalmente aumentando l'efficienza di edifici, attrezzature e veicoli, ma anche attraverso lo sviluppo di nuove tecnologie. Per avviare un tale sviluppo sono tuttavia necessari anche impulsi da parte della politica.
Negli ultimi anni in Svizzera molti comuni e cantoni si sono avvicinati a questa visione della Società a 2000 Watt e hanno iniziato a introdurre concretamente alcune misure. La visione dovrebbe divenire realtà nel 2100, alcuni puntano a questo obiettivo già per il 2050. In qualità di pionieri, gli abitanti della città di Zurigo aventi diritto di voto hanno accettato, il 30 novembre del 2008, una modifica della legge comunale in cui sono stati inseriti gli obiettivi della Società a 2000 Watt.
Il modello di Società a 2000 Watt è ora parte integrante del programma SvizzeraEnergia per i Comuni e del marchio Città dell'energia. Con "La via SIA verso l'efficienza energetica", gli obiettivi della Società a 2000 Watt sono presenti anche nel settore degli edifici. Per quanto riguarda le aree, c'è la possibilità di una certificazione come Area 2000 Watt.

## Germania
In la Germania l'organizzazione ambientalista chiamata “Deutsche Naturschutzring (DNR)”, ha pianificato un piano di azione di sei punti per la modifica del sistema energetico tedesco coerentemente con la visione della Società a 2000 Watt.
Nell'aprile del 2011 la città Radolfzell ha deciso di puntare a una Società a 2000 Watt entro il 2050. Nel frattempo altri 10 comuni nella regione del Bodensee, quattro dei quali risiedono su suolo tedesco, hanno deciso di seguire la stessa strada. Anche la città Walldorf (Baden) ha deciso di puntare a questi obiettivi energetici.